# ASC Trarza
El ASC Trarza es un equipo de fútbol de Mauritania que juega en la Liga mauritana de fútbol, la liga de fútbol más importante del país.

## Historia
Fue fundado en la ciudad de Rosso en la región de Trarza con el nombre SDPA Trarza, y más tarde por el de FC Legwarev Trarza, y es el equipo más importante de la ciudad que ha sido campeón de liga en una ocasión en 1999. También han sido campeones de copa en 2 ocasiones, ambas a inicios de la década de los años 1980s. Es un club multideportivo que cuenta con secciones en baloncesto y voleibol en ambas ramas. 
A nivel internacional han participado en dos torneos continentales, en los cuales nunca han superado la primera ronda.

## Palmarés
- Liga mauritana de fútbol: 1

1999
- Copa mauritana de fútbol: 2

1982, 1984

## Participación en competiciones de la CAF
| Temporada | Torneo          | Ronda      | Club             | Casa  | Visita | Global |
| --------- | --------------- | ---------- | ---------------- | ----- | ------ | ------ |
| 1983      | Recopa Africana | 1          | DNC Alger        | 0-0   | 1-8    | 1-8    |
| 1985      | Recopa Africana | Preliminar | Racing Club Bobo | w.o.1 | w.o.1  | w.o.1  |
| 1985      | Recopa Africana | 1          | Al-Nasr          | 1-1   | 0-2    | 1-3    |

1- Racing Club de Bobo abandonó el torneo.